# Severin Moser (Unihockeyspieler)
Severin Moser (* 2000) ist ein Schweizer Unihockeyspieler, welcher beim Nationalliga-A-Verein UHC Waldkirch-St. Gallen unter Vertrag steht.